# Пловдивска къща
Пловдивска къща, симетрична пловдивска къща или пловдивска градска къща е вид еднофамилна градска къща от втората половина на XIX век.
Появата на този вид къщи се свързва с местното развитие на необароковата и неокласицистичната европейска архитектура.
Той възниква в резултат от икономическия и духовния подем през Българското възраждане. Името си получава заради това, че най-голям брой къщи от този тип са запазени в Пловдив. Наименованието е обобщаващо за семейни къщи в Пловдив, Пазарджик, Карлово, Калофер, Казанлък, Копривщица, Чирпан, Смолян.
Майсторите, които са градили тези големи къщи, са предимно от Средногорието и Родопите. Най-добре запазени и най-много образци на пловдивската къща се намират в Пловдив и Копривщица.

## Характеристики
Пловдивската къща има най-често симетрична планова композиция, но нерядко се срещат и асиметрични къщи. Това са големи многостайни къщи, предназначени само за
живеене. Състоят се обикновено от зимник, високо приземие и етаж. Приземието и етажът имат еднакво разпределение и съдържат долен и горен отвод (салон, хол) и във всеки етаж от три до десет помещения с различно предназначение, разположени около отвода. В долния отвод се влиза направо по външна, много често двустранна стълба. Горният отвод нерядко е отделен от вътрешната стълба с врата. Характерни са закритите отводи, големите, сравнително високи и светли стаи.

## Типове
Пловдивска къща се поделя на два типа, които се различават един от друг по концепция и произход. Към единия спадат къщите с една надлъжна ос на симетрия, към другия – къщите с две перпендикулярни една на друга оси на симетрия.
Къщи с една надлъжна ос на симетрия са разпространени в Перущица, Брацигово и други съседни селища. Най-простата форма е двустайната къща. Бива два варианта – асиметричен и симетричен. При асиметричния двете стаи са разположени една зад друга от едната страна на навеса. При симетричния от двете страни на навеса има по една стая. И в двата варианта навесът е открит само от предната страна, излиза малко пред лицето на стаите и е подпрян на дървени колонки.
Следващата по-развита форма на този тип е четиристайната къща. Стаите в нея са разположени по две от двете страни на навеса. Когато къщите имат етаж, той повтаря разпределението на приземието. Тези симетрични селски къщи и развитите големи пловдивски къщи притежават общи характерни белези. Те имат една и съща планова схема – централно продълговато помещение с по две стаи отстрани и ясно изразена надлъжна ос на симетрия. Входът им, маркиран с дървени колонки, е на късата страна на централното помещение.
Около средата на ХIХ в. се появяват главно в Пловдив симетрични къщи с масивни външни стени. Отначало масивни са само двете странични стени на приземието. По-късно масивна става и северната стена, а южната стена и етажът остават паянтови. Има къщи, на които и четирите външни стени в приземието и етажа са масивни. В ъглите и в други конструктивно отговорни места на масивните стени са вградени дебели дъбови стълбове, свързващи във вертикална посока междуетажните дървени конструкции.
При къщите с две перпендикулярни една на друга оси на симетрия двете оси не са равнозначни. Главна ос на симетрията е надлъжната. На нея са разположени едно след друго портик с двустранна стълба, дълбок салон или отвод и в дъното му стълба към етажа. В някои случаи вътрешната стълба е поставена на напречната ос, а тя има второстепенно значение. Стените и таваните на салоните и стаите са разточително декорирани. Няма огнища в стаите. Останали са големите стенни долапи с алафранги в средата. Входът с двустранната стълба е силно подчертан, като е поставен в ниша между двете крила на къщата или е подслонен под портик, поддържан от две или четири дървени колони, поставени върху каменни бази. Портикът е двуколонен или четириколонен и завършва горе с архитравна греда или с арка в полукръг, полуелипса, с кобилична или друга крива. В интериора разнообразието е значително по-слабо и то се получава главно посредством формата на салона, разработката на таваните, на стенните плоскости и профилировката на алафрангите.